# Susanne Wittpennig
Susanne Wittpennig (* 11. Mai 1972 in Basel) ist eine Schweizer Schriftstellerin.

## Leben
Wittpennig ist das älteste Kind eines Wärters im Basler Zoo. Zwei Jahre nach ihr wurde ihr Bruder geboren, mit dem sie viele Geschichten erfand und sie später auch aufschrieb. Mit acht Jahren verunglückte dieser jedoch tödlich. Nach der Grundschule besuchte sie das Progymnasium. Danach kürzte sie mit der Diplommittelschule ihre Schulbildung ab. Schliesslich absolvierte sie eine vierjährige Lehre als Drogistin und sammelte Berufserfahrungen im Labor und auf dem Flughafen. Nebenbei schrieb sie Romane und beschäftigte sich mit Computergrafik. Im Mai 2000 startete sie in einer Webagentur ihre Karriere als Webdesignerin. Im September 2004 erschien ihr erster Roman Maya und Domenico im Brunnen Verlag Basel. Zwei Jahre später, im September 2006, folgte der zweite Teil. Im Herbst 2014 erschien der neunte und letzte Band von Maya und Domenico.

## Werke
Maya und Domenico
- 1. Bd. Die krasse Geschichte einer ungewöhnlichen Freundschaft (2004)
- 2. Bd. Liebe zwischen zwei Welten (2006)
- 3. Bd. Entscheidung mit Folgen (2007)
- 4. Bd. So nah und doch so fern (2008)
- 5. Bd. Schatten der Vergangenheit (2009)
- 6. Bd. Auf immer und ewig? (2010)
- 7. Bd. Zwei Verliebte im Gegenwind (2011)
- 8. Bd. Bitte bleib bei mir (2013)
- 9. Bd. Liebe heilt viele Wunden (2014)
- 10. Bd. Träume mit Hindernissen (2023)

Time Travel Girl
- 1. Bd. Time Travel Girl 1989, (2017)
- 2. Bd. Time Travel Girl 2018, (2018)
- 3. Bd. Time Travel Girl (2020)